# 顾爱玲
埃莉诺·古德曼（英語：Eleanor Goodman；1979年—），汉名顾爱玲，是美国诗人、作家兼中英文翻译家。她于2014年翻译的王小妮诗歌《有什么在我心里一过》（Something Crosses My Mind） 曾入围格里芬诗歌奖国际决赛，并以其优异翻译获得美国文学翻译协会卢西恩·斯泰克亚洲翻译奖。

## 生平
顾爱玲2001年自阿默斯特學院毕业，持有英语及音乐学位以及波士頓大學诗歌专业硕士。
她最初因翻译的王小妮诗作入围格里芬奖而引人注目，该奖被认为是世界上奖金最高的诗歌奖；对于翻译作品而言，该奖项“关注的是译者的成就”。评论称该作品是“精彩的译作”，并表示顾爱玲是“一位出色的诗人”。评论见于《Cha》以及主要中文媒体，如《南華早報》和财新传媒。中国新闻社、澎湃新闻、纸托邦及三联生活周刊也陆续刊登文章。该译作此前已获得PEN/Heim翻译基金奖，2015年获卢西恩·斯泰克亚洲翻译奖。
顾爱玲的首部原创诗集《九龙岛》（Nine Dragon Island，2016年由Zephyr出版发行）2014年入围醉船诗歌奖（Drunken Boat poetry award）决赛。该书受到高度评价，有评论者称其“呈现了我很长时间以来读到的最富感染力和最细腻的关于死亡与哀伤的诗篇”。《虚构》等刊陆续刊登了顾爱玲的短文。她曾受《洛杉矶书评》《国际诗歌》和《上海文艺评论》采访
古德曼译作《铁月——中国工人诗歌》〔Iron Moon: Chinese Worker's Poetry；2017年由白松出版社（White Pine Press）出版发行〕曾被提名为泰晤士报文学增刊“年度好书”，并入选2020年度《巴黎评论》员工最爱书籍。本书是首部被译为英文的中国农民工诗集，并作为重要资料被《经济学人》《亚太期刊》《纽约时报》等引用及评论。
顾爱玲亦有其他译作，如曾获亚洲研究协会帕特里克·D·哈南翻译图书奖的《慧根：臧棣诗选》（The Roots of Wisdom Series: Selected Poems of Zang Di；2017年由Zephyr出版社出版发行）和入围卢西恩·斯泰克奖的《我将尸体藏在纸箱里的日子：陆峰的诗》（Days When I Hide My Corpse in a Cardboard Box: Poems by Lok Fung；2018年由Zephyr出版社出版发行）。
2013年，顾爱玲因对华研究被选入富布赖特项目。她还曾担任佛蒙特工作室中心及罗马美国学院驻场艺术家和客座艺术家。她是哈佛大学費正清中國研究中心研究助理，曾在《巴黎评论》《最佳美国诗》《洛杉矶书评》《SupChina》《ChinaFile》等发表文章。
顾爱玲因在2022年翻译臧棣《诗二首》（译名：Elegies for My Son；分别为〈小春神入门〉〈蓝色沙漏〉），获国家艺术基金翻译奖学金。